# Polycarboxylatether

Grundstruktur eines Polycarboxylatethers der ersten Generation, bestehend aus Methacrylateinheiten (grün) und PEG-Methacrylateinheiten (blau) im Verhältnis 6:1 bis 1:1.

Schematische Darstellung einer PCE-Kette mit negativer Ladung an der Hauptkette und abgespreizten Seitenketten.

Bei den Polycarboxylatethern (PCE) handelt es sich um organische Polymere, die gängige Fließmittel bzw. Betonverflüssiger sind. Die Wirkung der PCE auf die Festigkeit von Beton lässt sich auf chemischer Ebene erklären. Die Hauptkette der PCE besitzt zum Anlagern an die Zementpartikel negative Ladungen, während die Seitenketten in die Zementleimlösung hineinragen.

## Herstellung und Eigenschaften
Betonverflüssiger und Fließmittel sind essenzielle Zusätze bei der Verarbeitung von Beton. Diese Zusätze gehören zu den Polymeren, welche eine negative Ladungsdichte an der Hauptkette des Polymers tragen. Die Polymere werden dabei chemisch über unterschiedliche Polymerisationsreaktionen aus Monomeren hergestellt. So werden beispielsweise die Polymere auf Basis von Melamin über eine sogenannte Polykondensation hergestellt. Grundlage dieser Polymerisation ist der Kettenaufbau unter Abspaltung von Wassermolekülen. Im Gegensatz dazu werden die Polycarboxylatether, welche immer weiter an Bedeutung gewinnen, über die radikalische Polymerisation gewonnen. Die Polycarboxylatether besitzen unterschiedliche chemische Basis, dabei werden die Eigenschaften der Polymere je nach Art des zum Polymeraufbau verwendeten Monomers geprägt. Weitere Parameter für die Herstellung modifizierter Polymertypen sind die Länge der Hauptkette sowie die Länge der Seitenkette im Vergleich zur Hauptkette und die Anzahl der negativen Ladung bzw. Ladungsdichte in der Hauptkette.
Die Wirkung von Fließmitteln beruht auf der Anlagerung bzw. Adsorption der Hauptkette des Polymers mit seiner negativen Ladungsdichte auf die Oberfläche des Betons. Durch die Adsorption vom Polymer an die Betonoberfläche kommt es zur Dispergierung der agglomerierten Betonpartikel. Darüber hinaus kommt es zur Freisetzung des eingeschlossenen Wassers, welches zur Senkung der plastischen Viskosität des Betons zur Verfügung steht. Durch diesen Prozess kommt es ebenfalls zu einer Optimierung der Verformbarkeit des Betons.

## Wirkmechanismus
Der molekulare Wirkmechanismus beruht auf der Grundlage, dass das Fließmittel dispergierend wirkt, da es sich mit seiner negativen Ladungsdichte an die positiv geladenen Positionen der Betonpartikel anlagert und somit einer Agglomerierung entgegenwirkt.
Die Dispergierung kann über folgende Mechanismen erfolgen: elektrostatische, elektrosterische oder sterische Dispergierung. Das Polymer Polycarboxylether übt alle Mechanismen während der Dispergierung aus. Dabei kommt es beim elektrostatischen Mechanismus dazu, dass das Polymer mit seiner negativen Ladung auf den Zementpartikeln adsorbiert und somit die Oberfläche negativ auflädt, welches zu einer erhöhten Abstoßung der Partikel untereinander führt. Bei der sterischen Dispergierung wiederum kommt es durch Adsorption von ungeladenen Polymeren an den Zementpartikeln zu einer Abnahme der Entropie. Grund hierfür ist, dass die Partikel bei Annäherung durch sterische Hinderung ihrer Ketten behindert sind. Letztlich kommt es bei der elektrosterischen Dispergierung, welche als Zusammenschluss der zuvor aufgeführten Prozesse beschrieben wurde.